# Hélène Escaich
Pour les articles homonymes, voir Escaich.
Hélène Escaich est une lutteuse libre française née le 23 juillet 1971.

## Palmarès

### Championnats du monde
- Médaille de bronze dans la catégorie des moins de 47 kg en 1994 à Sofia
- 6e dans la catégorie des moins de 47 kg en 1995 à Moscou

### Championnats de France
- Médaille d'or en moins de 47 kg en 1995
- Médaille d'or en moins de 47 kg en 1994
- Médaille d'argent en moins de 50 kg en 1993
- Médaille de bronze en moins de 46 kg en 1997